# Шульга Антоніна Іванівна
Антоніна Іванівна Шульга (1917 — ?) — українська радянська діячка, директор середньої школи міста Мелітополя, заступник голови Мелітопольського міськвиконкому Запорізької області. Депутат Верховної Ради СРСР 4—5-го скликань.

## Життєпис
Народилася 1917 року в родині робітника. Закінчила Мелітопольський педагогічний інститут.
З 1936 року — вчителька, вихователь дитячого садка, методист, завідувач навчальної частини школи, інспектор міського відділу народної освіти.
До 1959 року — директор середньої школи міста Мелітополя Запорізької області.
Член КПРС з 1957 року.
З 1959 року — заступник голови виконавчого комітету Мелітопольської міської ради депутатів трудящих Запорізької області.
Потім — на пенсії.